# You’re the Reason I’m Living
You’re the Reason I’m Living – piosenka napisana i nagrana przez Bobby’ego Darina. Wydana została pod koniec 1962 roku na jego singlu. W 1963 roku utwór znalazł się na albumie pod tym samym tytułem.
W 1963 roku singiel dotarł na 3. miejsce głównej amerykańskiej listy przebojów „Billboardu”, Hot 100.

## Listy przebojów
| Kraj | Lista                       | Pozycja | Źr.   |
| ---- | --------------------------- | ------- | ----- |
| US   | „Billboard” Hot 100         | 3       | [ 3 ] |
| US   | „Billboard” Hot R&B Singles | 9       | [ 4 ] |

## Inne wersje
- 1963: Brenda Lee[1]
- 1969: Wanda Jackson[1]
- 1970: Bee Gees[1]
- 2001: Elvis Presley (wersja koncertowa z 1975 r., Live in Las Vegas)[5]